# 本山なみ
本山 なみ（もとやま なみ、1990年9月22日 - ）は、日本の女優、タレント。兵庫県出身。AB型。乙女座。復活!ミニスカポリスの元メンバー。
愛称は、なみちゃん、なみへい。

## 来歴
学生時代はよさこいチームに入り、様々なイベントの参加やボランティア活動をする。
2006年のじぎく兵庫国体開会式のオープニングに参加している。
踊ることは心を豊かにして人との輪を繋げるものと感じ、創作ダンスでリーダーを務めるなど、積極的に活動を行った。
高校卒業後は、食品商社に就職する。しかし、5年後や10年後を考えた時点でここでは本当の仲間には出会えないと感じ、退職。
会社へ行ったら、社長から毎日朝食に手作りピザが社員全員のデスクの上に置かれてあったのが、印象的だったという。
2012年、東日本ボクシング協会「第69回東日本新人王決定戦」イメージガールに選ばれる。
同年5月『復活!ミニスカポリス』15代目に選ばれる。「モンスター」「幻のポリス」とファンから名付けられる。
2013年9月公開の映画『うそつきパラドクス』で主演女優デビュー。フルヌードに挑戦した。
同年11月16日、フィットワンと契約したことを発表。
2014年12月、日本・ミャンマー外交関係樹立60周年記念の際、MNTVのNHK朝の連続テレビ小説「あまちゃん」放送枠にて、よさこいを披露した企業PRに出演。
2016年、『6秒者〜芸人Vine動画グランプリ(読売テレビ)』で何度もループして再生したくなる6秒CM動画制作に出演協力。映画監督も務めるお笑いタレントの品川祐のチームに参戦し、見事グランプリに輝いた。
2019年、一般男性と結婚。
2021年8月、『好きな人と健康に生きてゆく』をテーマに宅トレYouTubeを開設。

## 人物・エピソード
- 特技はセクシーウグイス嬢、メダカの繁殖、手を合わせてウェーブできること。
- 趣味は散歩、旅行、人の趣味を共有すること。
- 好きな食べ物はポテトグラタン。
- 豆腐の上に納豆をかけて食べるのが主食。
- 好きな男性のタイプは「精神力のある人」。
- 二十歳の誕生日には、高級ホテルのスイートを貸切にして大勢の友人とたこ焼きパーティーをしたら、ブレーカーが落ち停電状態の中、ホテルのスタッフに「スイートでたこ焼きやいてるの初めてみました」と呆れられた。
- 周りからは「不思議ちゃん」とよく言われている。
- 男性から「規格外」といわれ、フラれたことがある[6]。
- 上京とともに、自分の乗っていた車を2万円で売った[6]。
- クロックスを愛している。
- 好きな言葉は「なんとかなるようになる」

## 出演

### インターネット放送
- 特大テスト放送（2012年6月 - 9月・レギュラー出演、ニコニコ生放送：ニコジョッキー）
- 秦瑞穂の"○○○○"（2012年7月 - 9月・レギュラー出演、@TV）
- 響・長友の"熱いものこみあげ学園"（2012年10月・レギュラー出演、DMM.com）
- 響・長友の"熱いものこみあげ学園"（2012年10月 - 2013年1月・レギュラー出演、ニコニコ生放送：ニコジョッキー）
- 復活！ミニスカポリスのあっ！と驚く珍事件簿（2012年5月 - 12月・レギュラー出演、@TV）
- 復活！ミニスカポリスのニコニコパトロール（2012年5月 - 12月・レギュラー出演、ニコニコ生放送：ニコジョッキー）
- 復活！ミニスカポリス～歌舞伎町パトロール24時～（2012年7月 - 2013年2月・第5話 - 第8話出演、HOST-TV.COM）
- 復活！ミニスカポリスサタデーナイトバンバンバン（2012年10月 - 12月・レギュラー出演、ワロップ放送局）
- フィットワン加藤沙耶香の後輩イジメはしていません（2013年 - ・不定期ゲスト出演、ニコジョッキー）

### テレビ
- D☆D〜 だれでもだいすき（2012年、千葉テレビ）
- ツボ娘（2013年9月4日・トークゲスト出演、TBS）
- さまぁ〜ずのご自慢列島ジマング（2014年7月8日、フジテレビ）
- 週末パラダイス（2014年・不定期出演、テレビ東京）
- 野望応援バラエティノブナガ（2014年11月1日・ゲスト出演、CBCテレビ）
- もっと温泉に行こう！65 朝里川温泉編・69 堂ヶ島温泉編 （2015年、フジテレビ）
- 6秒者〜芸人Vine動画グランプリ〜（2016年、読売テレビ）
- 明石家地下王国（2017年7月12日、TBS）
- 坂上忍と○○の彼女（2017年9月17日〈サンバリュ〉、2018年1月13日 - 3月17日・レギュラー出演〈プラチナプラス〉、日本テレビ）

### テレビドラマ
- 金曜プレミアム 十津川捜査班10 悪女（2016年7月29日、フジテレビ） - 山形麻里 役

### ラジオ
- 復活！ミニスカポリスのカンムリラジオ（2012年6月 - 8月、ラジオ日本）
- Shimokita Indies Juke!(2013年3月・ゲスト出演、下北FM88.8MHz)
- K・WEST ENTAME GENERATION(2013年8月29日・ゲスト出演、Bay-FM)

### 雑誌
- 週刊大衆
- 週刊現代
- FRIDAY
- FLASH
- ヤングアニマル
- ヤングアニマル嵐
- 漫画アクション
- CAPA
- DVD&Blu-rayで〜た
- 週刊アサヒ芸能
- 女性セブン
- 金のEX

### 映画
- うそつきパラドクス（2013年9月7日公開、バップ） - 主演：栖佑日菜子 役[4]
- 赤々煉恋（2013年12月21日公開、アイエス・フィールド） - かのん 役
- うわこい（2014年5月31日公開、ゴセント） - 早乙女レナ 役
  - うわこい2（2014年6月21日公開、ゴセント） - 早乙女レナ 役
- ちょっとかわいいアイアンメイデン（2014年7月19日公開、KADOKAWA）

### CM
- LOGOS
- リクナビネクスト
- グノシー

## リリース作品

### DVD
- Limit Break（2013年7月30日発売、BNS）
- 内緒の恋（2013年11月22日発売、イーネットフロンティア）

### 写真集
- PRIVATE ROOM（2013年9月5日、ワニブックス、撮影：松田忠雄）ISBN 978-4847045813